# Vasilij Podkolzin
Vasilij Aleksandrovitj Podkolzin, ryska: Василий Александрович Подколзин, född 24 juni 2001, är en rysk professionell ishockeyforward som spelar för Vancouver Canucks i National Hockey League (NHL). Han har tidigare spelat för SKA Sankt Petersburg i Kontinental Hockey League (KHL); SKA-Neva i Vyssjaja chokkejnaja liga (VHL) samt SKA-1946 i Molodjozjnaja chokkejnaja liga (MHL).
Podkolzin draftades av Vancouver Canucks i första rundan i 2019 års draft som 10:e spelare totalt.

## Statistik
| 2018–2019  | SKA Sankt Petersburg | KHL        | 3  | 0 | 0  | 0  | 0  | —  | — | — | —  | — |
|            | SKA-Neva             | VHL        | 14 | 2 | 3  | 5  | 4  | 8  | 2 | 1 | 3  | 0 |
|            | SKA-1946             | MHL        | 12 | 6 | 2  | 8  | 2  | 3  | 2 | 1 | 3  | 0 |
| 2019–2020  | SKA Sankt Petersburg | KHL        | 30 | 2 | 6  | 8  | 7  | 4  | 1 | 2 | 3  | 0 |
|            | SKA-Neva             | VHL        | 16 | 3 | 5  | 8  | 6  | 1  | 0 | 0 | 0  | 0 |
|            | SKA-1946             | MHL        | 2  | 0 | 4  | 4  | 6  | —  | — | — | —  | — |
| 2020–2021  | SKA Sankt Petersburg | KHL        | 35 | 5 | 6  | 11 | 15 | 16 | 6 | 5 | 11 | 6 |
|            | SKA-Neva             | VHL        | 1  | 0 | 1  | 1  | 0  | —  | — | — | —  | — |
| 2021–2022  | Vancouver Canucks    | NHL        | 1  | 0 | 0  | 0  | 0  | —  | — | — | —  | — |
| NHL totalt | NHL totalt           | NHL totalt | 1  | 0 | 0  | 0  | 0  | —  | — | — | —  | — |
| KHL totalt | KHL totalt           | KHL totalt | 68 | 7 | 12 | 19 | 22 | 20 | 7 | 7 | 14 | 6 |
| VHL totalt | VHL totalt           | VHL totalt | 31 | 5 | 9  | 14 | 10 | 9  | 2 | 1 | 3  | 0 |
| MHL totalt | MHL totalt           | MHL totalt | 14 | 6 | 6  | 12 | 8  | 3  | 2 | 1 | 3  | 0 |

### Internationellt
| Källa: Uppdaterad: 2021-10-15 | Källa: Uppdaterad: 2021-10-15 | Källa: Uppdaterad: 2021-10-15 |         | Utv = Utvisningsminuter | Utv = Utvisningsminuter | Utv = Utvisningsminuter | Utv = Utvisningsminuter | Utv = Utvisningsminuter |
| År                            | Lag                           | Mästerskap                    | Matcher | Mål                     | Assists                 | Poäng                   | Utv                     |                         |
| ----------------------------- | ----------------------------- | ----------------------------- | ------- | ----------------------- | ----------------------- | ----------------------- | ----------------------- | ----------------------- |
| 2018                          | Ryssland                      | U18-VM                        | 4       | 2                       | 2                       | 4                       | 0                       |                         |
| 2018                          | Ryssland                      | Hlinka Gretzky                | 5       | 8                       | 3                       | 11                      | 8                       |                         |
| 2019                          | Ryssland                      | JVM                           | 7       | 0                       | 3                       | 3                       | 4                       |                         |
| 2020                          | Ryssland                      | JVM                           | 7       | 1                       | 4                       | 5                       | 8                       |                         |
| 2021                          | Ryssland                      | JVM                           | 7       | 2                       | 2                       | 4                       | 8                       |                         |
| Junior totalt                 | Junior totalt                 | Junior totalt                 | 30      | 13                      | 14                      | 27                      | 28                      |                         |